# Estadio Tan Sri Dato Haji Hassan Yunos
El Estadio Tan Sri Dato Hj Hassan Yunos, también llamado Estadio Larkin, es un estadio multiusos ubicado en la ciudad de Johor Bahru, Malasia, fue inaugurado en 1964 y posee una capacidad para 30 000 espectadores, es utilizado de preferencia para la práctica del fútbol y atletismo.
Fue una de las seis sedes en que se disputó la Copa Mundial de Fútbol Juvenil de 1997 en donde albergó ocho partidos del torneo. En el mismo año, recibió el partido de repechaje entre Japón y Irán por las clasificatorias a la Copa Mundial de la FIFA de 1998.
En el estadio actualmente disputan sus partidos los clubes Johor Darul Takzim y Johor FA que disputan la Superliga de Malasia.